# خورش بامیه
خورش بامیه یکی از انواع خورش‌ها در آشپزی عربی و آشپزی ایرانی خصوصاً آشپزی کردی است. این غذا در استان‌های کرمانشاه، ایلام، کردستان، خوزستان، لرستان ،بوشهر و فارس تهیه می‌شود. خورش بامیه یکی از پرطرفدارترین غذاها در آشپزی عربی است و در کشورهای عراق، سوریه، لبنان و یمن نیز پخته می‌شود.

## مواد لازم برای تهیه خورش بامیه برای ۴ نفر
- ۷۵۰ گرم ماهیچه با قلم، خرد کرده
- ۱ عدد پیاز ساطوری
- نیم کیلو بامیه
- ۴–۵ پر سیر کوبیده
- ۲–۳ قاشق رب گوجه‌فرنگی
- ۲–۳ قاشق آب‌غوره
- ۱ قاشق چایخوری فلفل قرمز ساییده
- ۱ قاشق چایخوری زردچوبه
- به میزان لازم نمک و روغن

## طرز پخت خورش بامیه
ساقه بامیه را می‌زنند و با کمی روغن ۱۰ دقیقه تفت می‌دهند. سپس با قاشق سوراخ‌دار از روغن جدا می‌کنند. پیاز را با روغن باقی مانده تفت می‌دهند تا کمی رنگ بگیرد. گوشت و زردچوبه و سیر را اضافه می‌کنند و ۵–۶ دقیقه تفت می‌دهند و بعد رب گوجه‌فرنگی و فلفل قرمز را اضافه می‌کنند. سپس ۳ پیمانه آب می‌ریزند تا بجوشد و در دیگ را می‌گذارند و شعله را کم می‌کنند تا گوشت ۳ ساعت بپزد. پس از اینکه گوشت ۲ ساعت پخت بامیه را روی گوشت می‌ریزند و نمک و آب‌غوره اضافه می‌کنند و زیر و رو می‌کنند. این خورش باید کم‌آب باشد.
در فارس و خوزستان چاشنی خورش را به‌جای رب گوجه‌فرنگی شیرهٔ تمرهندی یا رب انار می‌دهند.

## واژه‌شناسی
کلمه «بامیه» در زبان فارسی به معنای یک نوع سبزیجات است که از خانوادهٔ کدوییان (Cucurbitaceae) بوده و با نام علمی Okra شناخته می‌شود. این نام به‌طور معمول برای گونه‌هایی از جنس Abelmoschus و Hibiscus نیز به کار می‌رود.
اما از نظر ریشه‌شناسی، کلمه «بامیه» به زبان عربی منتسب می‌شود. در زبان عربی، کلمه «بامیة» به معنای میوه‌ای است که به صورت پنجه‌دار و تا حدی برجسته است. این کلمه در آذری و ترکی نیز با نام «بامیه» استفاده می‌شود.